# Science Hill (Kentucky)
Pour les articles homonymes, voir Science Hill.
Science Hill est une ville américaine située dans le comté de Pulaski, dans le Kentucky. Selon le recensement de 2020, sa population est de 657 habitants.